# Cart (pel·lícula)
Cart (coreà 카트, romanitzat Kateu) és una pel·lícula de Corea del Sud del 2014 dirigida per Boo Ji-young sobre els empleats d'un supermercat minorista que s'uneixen quan els treballadors contractats són acomiadats, és alhora un drama coral i una crítica social.
Va fer la seva estrena mundial a la barra lateral City to City: Seül del Festival Internacional de Cinema de Toronto de 2014. Cart també s'ha projectat al 19è Festival Internacional de Cinema de Busan i al 34è Festival Internacional de Cinema de Hawaii.

## Argument
Sun-hee, una caixera veterana i mare de dos fills, treballa en un gran supermercat al detall juntament amb Hye-mi, una mare soltera. Ambdues són amigues de Soon-rye, una dona de neteja que s'acosta a l'edat de la jubilació, i tots ells són treballadors temporals. Sun-hee és una empleada model que treballa amb diligència en la creença que un cop obtingui la promoció com a treballadora fixa, podrà oferir més als seus fills. No obstant això, el seu empresari les notifica bruscament que tots els treballadors temporals seran acomiadades. Davant d'aquests acomiadaments injustificats, Sun-hee, Hye-mi, Soon-rye i altres empleades com ara la ingenua ajumma Ok-soon i Mi-jin, de vint-i-uns anys, decideixen organitzar una vaga. Organitzen una sèrie de protestes cada cop més apassionades contra les pràctiques d'explotació de l'empresa, que adquireixen més força quan el subdirector Dong-joon, l'únic representant masculí del sindicat de la botiga, s'hi suma. La tímida i passiva Sun-hee, que es veu abocada a la primera línia de les manifestacions, descobreix dins d'ella recursos inexplorats de determinació i resiliència, la qual cosa té un efecte inesperat en la seva relació amb el seu fill en edat de secundària, Tae-young. Però a mesura que les dones s'adonen del poder que poden exercir prenent una posició mútua, l'empresa enfronta els treballadors els uns contra els altres i Hye-mi, el líder de la vaga, cedeix a la pressió de l'empresa i es rendeix.

## Repartimentt
- Yum Jung-ah com a Sun-hee[11]
- Moon Jung-hee com a Hye-mi
- Kim Young-ae com a Madam Soon-rye
- Kim Kang-woo com a Dong-joon
- Doh Kyung-soo com a Tae-young[12]
- Hwang Jeong-min com a Ok-soon
- Chun Woo-hee com a Mi-jin
- Lee Seung-joon com a cap de secció Choi
- Ji Woo com a Soo-kyung
- Park Soo-young com a Manager
- Song Ji-in com a Ye-rin
- Hwang Jae-won com a Min-soo
- Kim Soo-an com a Min-young
- Kim Hyun com a caixera
- Kim Hee-won com a cap de magatzem
- Gil Hae-yeon com a agent immobiliari

## Antecedents
La pel·lícula està inspirada en gran part per un incident de 2007 en el qual Homever, una cadena de supermercats propietat d'E-Land Group, va acomiadar als treballadors temporals, en la seva majoria dones, i són reemplaçat per empleats terceritzats per a eludir una nova llei que requereix que els empleats rebran situació regular de treball després d'un cert període. Els empleats acomiadats i sindicats es van declarar en vaga davant del supermercat durant 512 dies fins que es va resoldre l'afer, amb alguns empleats reincorporats. La directora Boo Ji Young va estudiar també la difícil situació del personal irregular de neteja a les principals universitats de Corea, incloses Hongik i Yonsei.

## Premis i nominacions
| Any  | Premi                                                    | Categoria                 | Receptor       | Resultat  |
| ---- | -------------------------------------------------------- | ------------------------- | -------------- | --------- |
| 2014 | 15th Women in Film Korea Awards                          | Woman of the Year in Film | Yum Jung-ah    | Guanyador |
| 2015 | 10th Max Movie Awards                                    | Millor actor novell       | Do Kyung-soo   | Nominat   |
| 2015 | 20th Chunsa Film Art Awards                              | Millor actriu             | Yum Jung-ah    | Nominat   |
| 2015 | 20th Chunsa Film Art Awards                              | Millor guió               | Kim Kyung-chan | Nominat   |
| 2015 | 9ns Asian Film Awards                                    | Millor nouvingut          | Do Kyung-soo   | Nominat   |
| 2015 | 51ns Baeksang Arts Awards                                | Millor actriu             | Yum Jung-ah    | Guanyador |
| 2015 | 51ns Baeksang Arts Awards                                | Millor actriu secundària  | Moon Jung-hee  | Nominat   |
| 2015 | 51ns Baeksang Arts Awards                                | Millor guió               | Kim Kyung-chan | Guanyador |
| 2015 | 24ns Buil Film Awards                                    | Millor actriu             | Yum Jung-ah    | Nominat   |
| 2015 | 24ns Buil Film Awards                                    | Millor actriu secundària  | Moon Jung-hee  | Guanyador |
| 2015 | 24ns Buil Film Awards                                    | Millor guió               | Kim Kyung-chan | Nominat   |
| 2015 | 35ns Premis de l'Associació Coreana de Crítics de Cinema | Top 10 Films of the Year  | Cart           | Guanyador |
| 2015 | 52ns Grand Bell Awards                                   | Millor actor secundari    | Do Kyung-soo   | Nominat   |
| 2015 | 52ns Grand Bell Awards                                   | Millor actriu secundària  | Kim Young-ae   | Nominat   |
| 2015 | 36ns Blue Dragon Film Awards                             | Millor actriu secundària  | Moon Jung-hee  | Nominat   |
| 2015 | 36ns Blue Dragon Film Awards                             | Millor guió               | Kim Kyung-chan | Nominat   |